# Darcie Dolce
Darcie Dolce, née Jaclyn Dardarian le 10 décembre 1992  à Sacramento en Californie, est une actrice pornographique américaine.

## Biographie
Darcie Dolce ne tourne que des scènes lesbiennes ou des scènes en solo.
Elle est la Penthouse Pet de février 2016.
Elle déclare dans une interview ne pas avoir au début de sa carrière fait de scène avec des hommes car elle était en couple avec son petit ami de l'époque depuis quelque temps déjà. Elle ajoute que depuis sa rupture elle se considère comme lesbienne.

## Distinctions
- 2018 : XBIZ Award - Vainqueur – Girl/Girl Performer of the Year (Actrice lesbienne de l'année)

## Filmographie partielle
Le nom du film est suivi du nom de ses partenaires lors des scènes pornographiques.
- 2016 : Cheer Squad Sleepovers 16 avec Shyla Ryder
- 2016 : Darcie Dolce The Lesbian Landlord avec August Ames, Megan Rain, Morgan Lee, Ash Hollywood
- 2017 : Darcie Dolce's Manipulative Massage avec Jillian Janson, Yasmin Scott, Samantha Rone, Reena Sky
- 2017 : Women Seeking Women 143 avec Emily Mena
- 2018 : Girls Kissing Girls 22 avec Katrina Jade
- 2018 : Lesbian Performers of the Year 2018 avec Jenna Sativa
- 2019 : Women Seeking Women 162 avec Danni Rivers